# Dicranopygium williamsii
Dicranopygium williamsii är en enhjärtbladig växtart som först beskrevs av Paul Carpenter Standley, och fick sitt nu gällande namn av Gunnar Wilhelm Harling. Dicranopygium williamsii ingår i släktet Dicranopygium och familjen Cyclanthaceae. Inga underarter finns listade.